# Kanton Épinac
Kanton Épinac (Canton d'Épinac) je francouzský kanton v departementu Saône-et-Loire v regionu Burgundsko. Tvoří ho 11 obcí.

## Obce kantonu
- Change
- Collonge-la-Madeleine
- Créot
- Épertully
- Épinac
- Morlet
- Saint-Gervais-sur-Couches
- Saint-Léger-du-Bois
- Saisy
- Sully
- Tintry